# مانایاولی
مانایاولی (به لاتین: Manayaveli) یک منطقهٔ مسکونی در سری‌لانکا است که در ناحیه ترینکومالی واقع شده‌است.